# Li Jüan-chung
Li Jüan-chung (čínsky pchin-jinem Lí Yuánhóng, znaky tradiční 黎元洪, 19. října 1864 Chu-pej – 3. června 1928 Tchien-ťin) byl čínským politikem během dynastie Čching a doby Čínské republiky. Byl prezidentem Čínské republiky mezi lety 1916 a 1917 a následně také mezi lety 1922 a 1923.

## Život
Li Jüan-chung se narodil ve Chuang-pchi v provincii Chu-pej. Jeho otec Li Čchao-šiang (čínsky: 黎朝相; pchin-jin: Lí Cháoxiāng) byl válečným veteránem, který bojoval v povstání tchaj-pchingů. V roce 1889 Li Jüan-chung vystudoval námořnickou akademii v Tchien-ťinu a poté sloužil jako inženýr v první čínsko-japonské válce. Jeho křižník byl ve válce potopen a život mu zachránil záchranný pás, jelikož sám neuměl plavat. Později se připojil k Nové Chu-pejské armádě a stal se vysokým vojenským důstojníkem v Chan-kchou. V roce 1910 se pokusil zničit revoluční skupiny, které se infiltrovaly do jeho 21. smíšené brigády. Nikoho přichyceného při podvratných aktivitách nezatkl, pouze je zprostil funkce.
Po vypuknutí Sinchajské revoluce roku 1911, byl donucen přijmout pozici provizorního guvernéra armády Chu-pej. Byl respektovaným člověkem, a navíc uměl anglicky, což se prokázalo užitečné při řešení zahraničních věcí. Přestože se původně pozice nechtěl ujmout, nakonec revoluci přijmul a následně byl jmenován guvernérem čínské armády. Tato rebelská složka bojovala proti císařství a za jeho vedení se Sunjatsen stal prozatímním prezidentem. Li Jüan-chung byl jmenován viceprezidentem. Po ukončení bojů, a tedy i císařství v Číně se prezidentem oficiálně stává Jüan Š‘-kchaj, zatímco více prezidentem zůstává Li Jüan-chung.
V roce 1913 spojuje republikány s Demokratickou stranou Liang Čchi-čchaa a vytváří Progresivní stranu. Tato strana byla poté největším rivalem Nacionalistů, které vedlu Sunjatsen. Li Jüan-chung se stává pasivním pozorovatelem konání prezidenta Jüan Š'-kchaj a přestože si uchoval svůj titul neměl prakticky žádnou moc. Poté co se Jüan Š'-kchaj před svou smrtí ohlásil za císaře mnoho lidí doufalo, že jako více prezident převezme roli prezidenta. Li Jüan-chung se příliš obával o vlastní život, a tak setrval v izolaci až do jeho smrti.

## Prezidentství
Li byl poprvé prezidentem od 7. června 1916 do 17. července 1917. Jüan Š'-kchaj ho jmenoval ve své závěti, jak bylo tradicí u císařů, společně s premiérem Tuan Čchi-žuej. Tato tradice ale neměla v podstatě žádnou váhu v republice. Li Jüan-chung byl generály Pej-jangské armády dosazen na pozici prezidenta, jelikož byl dostatečně oblíbený v severních provinciích, které byly v tuto dobu rebelské.
Tuan Čchi-žuej chtěl, aby se Čína zapojila do první světové války, s tím Li nesouhlasil a k otázce se stavil mnohem opatrněji. V tuto dobu se tito dva neshodli na několika věcech a Tuan byl silně kritizován i za jeho rozhodnutí ukončit vazby s Německem. Celá jejich rozepře vyústila v rezignaci Tuana ke dni 23. květen 1917. Ten poté odešel do Tchien-ťinu spolu s většinou generálů.
Li si na pomoc povolal Čang Süna, který byl ale tajně pro-německý. Přesvědčil Liho rozpustit parlament a od 14. června do 12. července 1917 okupoval Peking a prezidenta Li uvěznil. Čang se také 1. července pokusil o obnovu císařství dynastie Čching a vlády císaře Pchu-i. Poté co se Li Jüan-chung dostal z vězení požádal bývalého premiéra Tuana o pomoc se záchranou republiky. Čanga se jim povedlo porazit během dvou týdnů a Tuan si tím získal zpátky svůj titul premiéra. Li Jüan-chung, skolen těmito událostmi, rezignoval a odstěhoval se na důchod do Tchien-ťinu.
Jeho druhé prezidentství trvalo od 11. června 1922 do 13. června 1923. Byl zvolen, jelikož ho lidé respektovali a doufali, že dokáže znovu sjednotit Čínu. Podobně jako jeho první prezidentství se ale velmi rychle stal bezmocným. Cchao Kchun, který ho na pozici povolal, začal sám toužit po prezidentství, a tak naplánoval Li Jüan-chunga donutit ukončit svou vládu. Li byl při opouštění hlavního města zraněn, a proto utekl do Japonska, kde se mu dostalo zdravotního vyšetření. V roce 1924 se vrátil zpět do Tchien-ťinu, kde později i zemřel. Jeho hrob se nachází na kampusu Central China Normal University ve městě Wu-chan.